# Bátya
Bátya là một thị trấn thuộc hạt Bács-Kiskun, Hungary. Thị trấn này có diện tích 33,86 km², dân số năm 2010 là 2081 người, mật độ 61 người/km².